# اپین وی پروداکشنز
اپین وی پروداکشنز (انگلیسی: Appian Way Productions)، یک شرکت تولید فیلم در وست هالیوود، کالیفرنیا، کالیفرنیا ایالات متحده آمریکا است.
این شرکت توسط لئوناردو دی‌کاپریو، هنرپیشه و تهیه کننده سینمای آمریکا تأسیس شده است.
اولین فیلم با همکاری این شرکت، قتل ریچارد نیکسون در سال ۲۰۰۴ بود. پس از آن زندگینامه هوانورد منتشر شد که دی کاپریو در نقش هوارد هیوز در آن بازی کرد. این فیلم یک موفقیت مهم و تجاری بود و نامزدی چندین جایزه اسکار، از جمله بهترین فیلم را به دست آورد.
فیلم‌های محصول این شرکت، تاکنون نامزد دریافت جایزه‌های گوناگون شده‌اند. «اپین وی پروداکشنز» همچنین در تولید فیلم با سایر شرکت‌های معتبر فیلم‌سازی مانند: والت دیزنی پیکچرز و پارامونت پیکچرز و فاکس قرن بیستم همکاری دارد.

## تلویزیون
- گرینزبرگ (۲۰۰۸ تا ۲۰۱۰)